# Myropillja (Sumy)
Myropillja  (ukrainisch Миропілля; russisch Мирополье Miropolje) ist ein Dorf in der ukrainischen Oblast Sumy mit etwa 42 Einwohnern (2025).

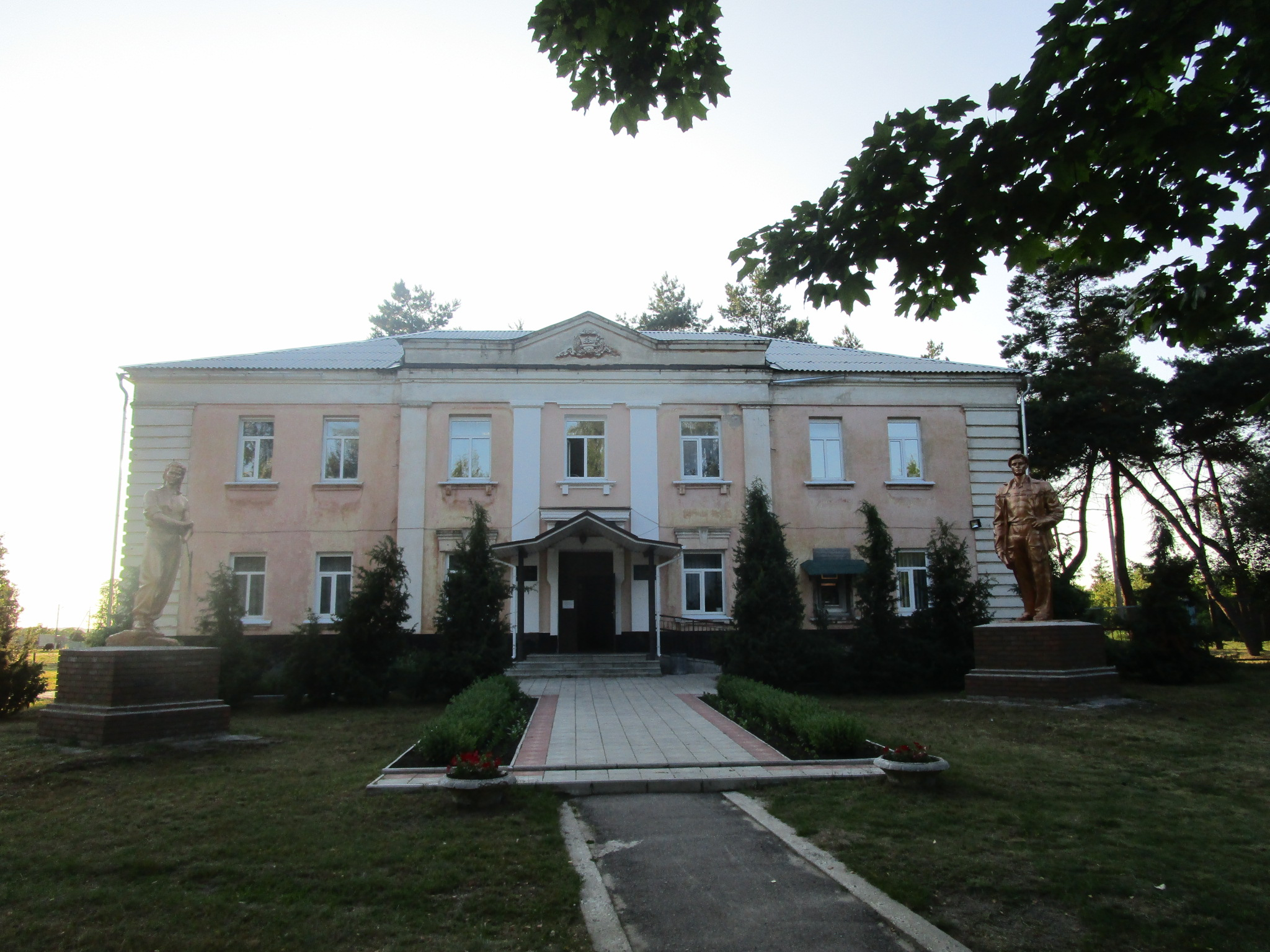
Gebäude im Ort

Das um 1650 gegründete Dorf liegt am linken Ufer des Psel und an der Territorialstraße T–19–01 im Osten des Rajon Sumy, nahe der Grenze zur russischen Oblast Kursk etwa 40 km nördlich vom ehemaligen Rajonzentrum Krasnopillja sowie 40 km nordöstlich vom Oblastzentrum Sumy.
Die Ortschaft gehörte bis 1928 zu Russischen SFSR und kam dann zur Ukrainischen SSR. Seit dem Zerfall der Sowjetunion 1991 ist Myropillja ein Teil der unabhängigen Ukraine.

## Verwaltungsgliederung
Am 25. August 2016 wurde das Dorf zum Zentrum der neugegründeten Landgemeinde Myropillja (Миропільська сільська громада/Myropilska silska hromada). Zu dieser zählen auch die 9 in der untenstehenden Tabelle aufgelisteten Dörfer, bis dahin bildete es zusammen mit dem Dorf Oleksandrija die gleichnamige Landratsgemeinde Myropillja (Миропільська сільська рада/Myropilska silska rada) im Norden des Rajons Krasnopillja.
Am 17. Juli 2020 kam es im Zuge einer großen Rajonsreform zum Anschluss des Rajonsgebietes an den Rajon Sumy.
Folgende Orte sind neben dem Hauptort Myropillja Teil der Gemeinde:
| Name                     | Name           | Name                             |
| ukrainisch transkribiert | ukrainisch     | russisch                         |
| ------------------------ | -------------- | -------------------------------- |
| Baryliwka                | Барилівка      | Бариловка (Barilowka)            |
| Hnylyzja                 | Гнилиця        | Гнилица (Gniliza)                |
| Hruniwka                 | Грунівка       | Груновка (Grunowka)              |
| Mala Rybyzja             | Мала Рибиця    | Малая Рыбица (Malaja Rybiza)     |
| Oleksandrija             | Олександрія    | Александрия (Alexandrija)        |
| Sapsillja                | Запсілля       | Запселье (Sapselje)              |
| Sinne                    | Сінне          | Сенное (Sennoje)                 |
| Welyka Rybyzja           | Велика Рибиця  | Великая Рыбица (Welikaja Rybiza) |
| Welykyj Prykil           | Великий Прикіл | Великий Прикол (Weliki Prikol)   |